# Лесной проспект (Петрозаводск)
Лесно́й проспе́кт (карел. Meččyprospektu) — улица в городе Петрозаводске. Располагается в районе Древлянка и в Древлянском промузле. Проходит от реки Лососинки до Cуоярвского шоссе (до 2024 года — до Боровой улицы) частью Первого полукольца — объездной дороги города Петрозаводска. Является одной из самых длинных улиц города — более 5700 м.

## История
Участок проспекта от реки Лососинки до Лососинского шоссе был спроектирован институтом «Карелгражданпроект» в 1976 году под условным названием Автодорога "«Петрозаводск — Лососинное (3-й километр) — Радиостанция» (данное наименование включало в себя также часть Карельского проспекта). В 1983 году проектируемая часть проспекта получила новое условное название — Автодорога «Древлянка — Кукковка» (данное наименование включало в себя также часть Карельского проспекта).
Участок проспекта от Лососинского шоссе до Пятого посёлка проектировался в 1978—1983 годах. Во время проектирования часть проспекта от Лососинского шоссе до Сыктывкарской улицы сначала получила название Общегородская магистраль № 1, затем — Высоковольтная улица.
С 1985 по 1986 годы шло строительство проспекта на участке от реки Лососинки до Сыктывкарской улицы.
25 апреля 1986 года Высоковольтной улице и Автодороге «Древлянка — Кукковка» присвоено новое наименование — Лесной проспект.
Участок проспекта от Сыктывкарской улицы до Верхнего Чапаевского кольца был спроектирован в 1983 году и получил название Общегородская магистраль. Строительство данного участка шло с середины 1980-х годов до 1994 года. 13 июля 1994 года Общегородская магистраль была включена в состав Лесного проспекта.
С 1995 по 1999 годы шло строительство проспекта от Верхнего Чапаевского кольца до Боровой улицы. Во время проектирования данная часть проспекта получила название Городская магистраль, во время строительства — Объездная дорога (данное наименование включало в себя также часть Суоярвского шоссе). 18 сентября 1999 года проспект был окончательно достроен и сдан в эксплуатацию.
29 ноября 1999 года часть Объездной дороги от Верхнего Чапаевского кольца до Суоярвского шоссе была включена в состав Лесного проспекта. Участок от Суоярвского шоссе до Боровой улицы официально именуется Съезд с улицы Боровой, хотя фактически является частью Лесного проспекта («съезд» полностью связан с остальной частью проспекта).
Со 2 мая 2024 года съезд с Боровой улицы именуется Сталинградской улицей.

## Застройка

### Нечётная сторона
От улицы Хейкконена до Сыктывкарской улицы проспект застроен, в основном, многоэтажными домами 75 серии. На этом же участке имеются также несколько кирпичных домов, общественно-торговый центр и гаражные комплексы.
На участке между Сыктывкарской улицей и Верхним Чапаевским кольцом расположены гипермаркет «Сигма» и торгово-развлекательный центр «Лотос Plaza».
На территории от Верхнего Чапаевского кольца до Суоярвского шоссе находится общественная и промышленная застройка — здания радиозавода и автоцентры. Построен гипермаркет «Леруа Мерлен».

### Чётная сторона
На чётной стороне Лесного проспекта построены гаражные комплексы, магазин автозапчастей, автозаправочная станция, медицинский центр (городская поликлиника № 5, диагностический центр и другие медицинские учреждения), троллейбусная подстанция, автосалон.

## Транспорт

### Автобус

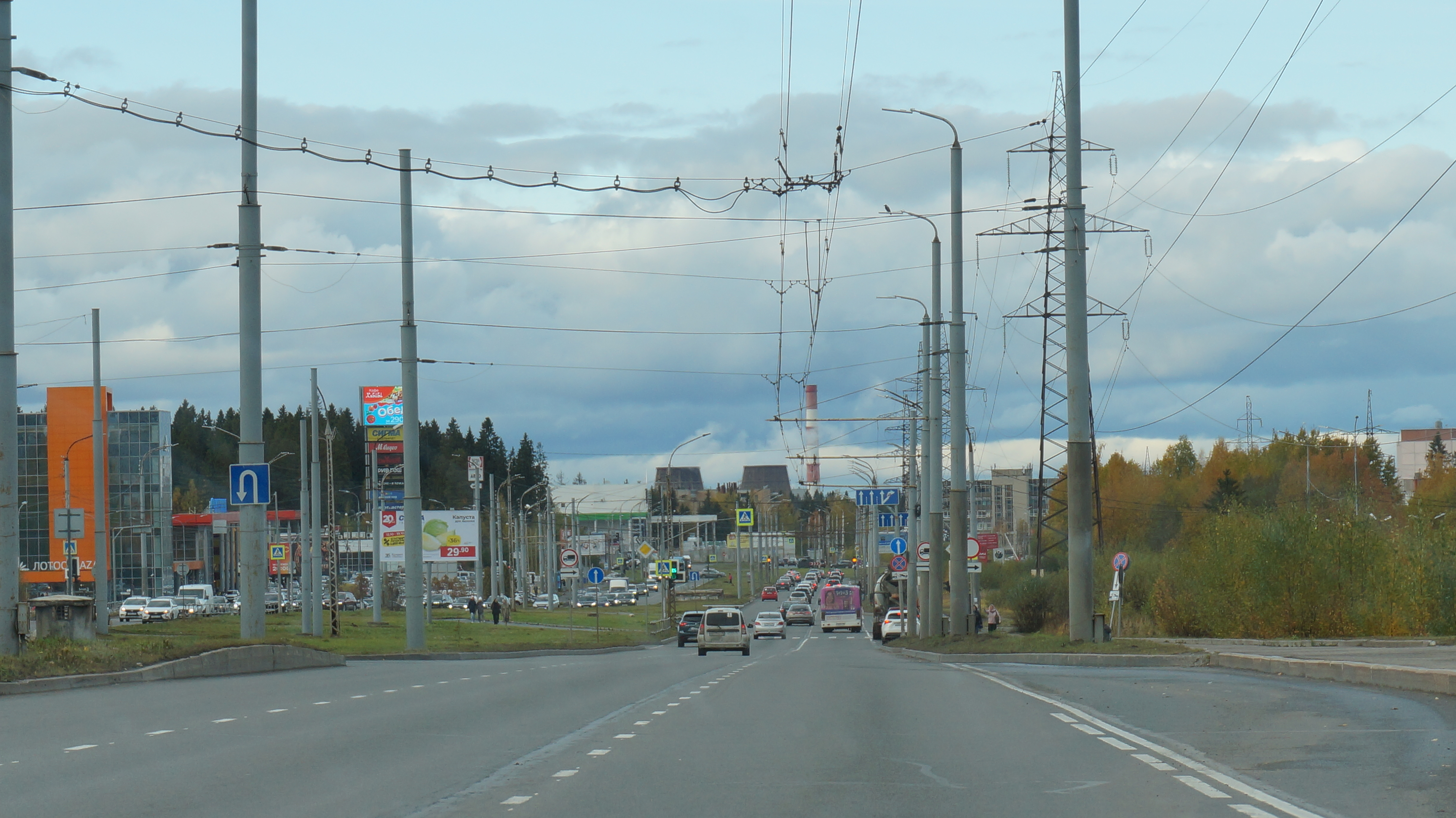
Общественный транспорт на Лесном проспекте: троллейбусная инфраструктура, вдали — автобус маршрута № 4.

На настоящий момент, по проспекту осуществляется движение 9 автобусных маршрутов:
- № 4 «Рабочая улица — Финский проезд», на участке от Ругозерского переулка до Лососинского шоссе[6];
- № 9 «Сулажгорская улица — Кемская улица», на участках от Суоярвского шоссе до Сыктывкарской улицы, от Лососинского шоссе до реки Лососинки[7];
- № 10 «Университетский городок — Кемская улица», на участке от улицы Чапаева до Ругозерского переулка[8];
- № 12 «Финский проезд — ЖК Бульвар у родников», на участке от улицы Чапаева до улицы Древлянки;[9]
- № 14 «Рабочая улица — Финский проезд», на участке от улицы Чапаева до Лососинского шоссе;[10]
- № 19 «Финский проезд — ЗАО „Петрозаводскмаш“», на участке от реки Лососинки до улицы Древлянки[11];
- № 26 «Финский проезд — Кемская улица», на участке от улицы Чапаева до Сыктывкарской улицы[12];
- № 27 «Рабочая улица — Чистая улица», на участке от Лососинского шоссе до улицы Древлянки (в направлении Чистой улицы)[13];
- № 28 «Рабочая улица — Финский проезд», на участке от улицы Чапаева до Лососинского шоссе[14];
- № 30 «Томицы — Лыжная улица», на участке от Лососинского шоссе до реки Лососинки[15];

### Троллейбус

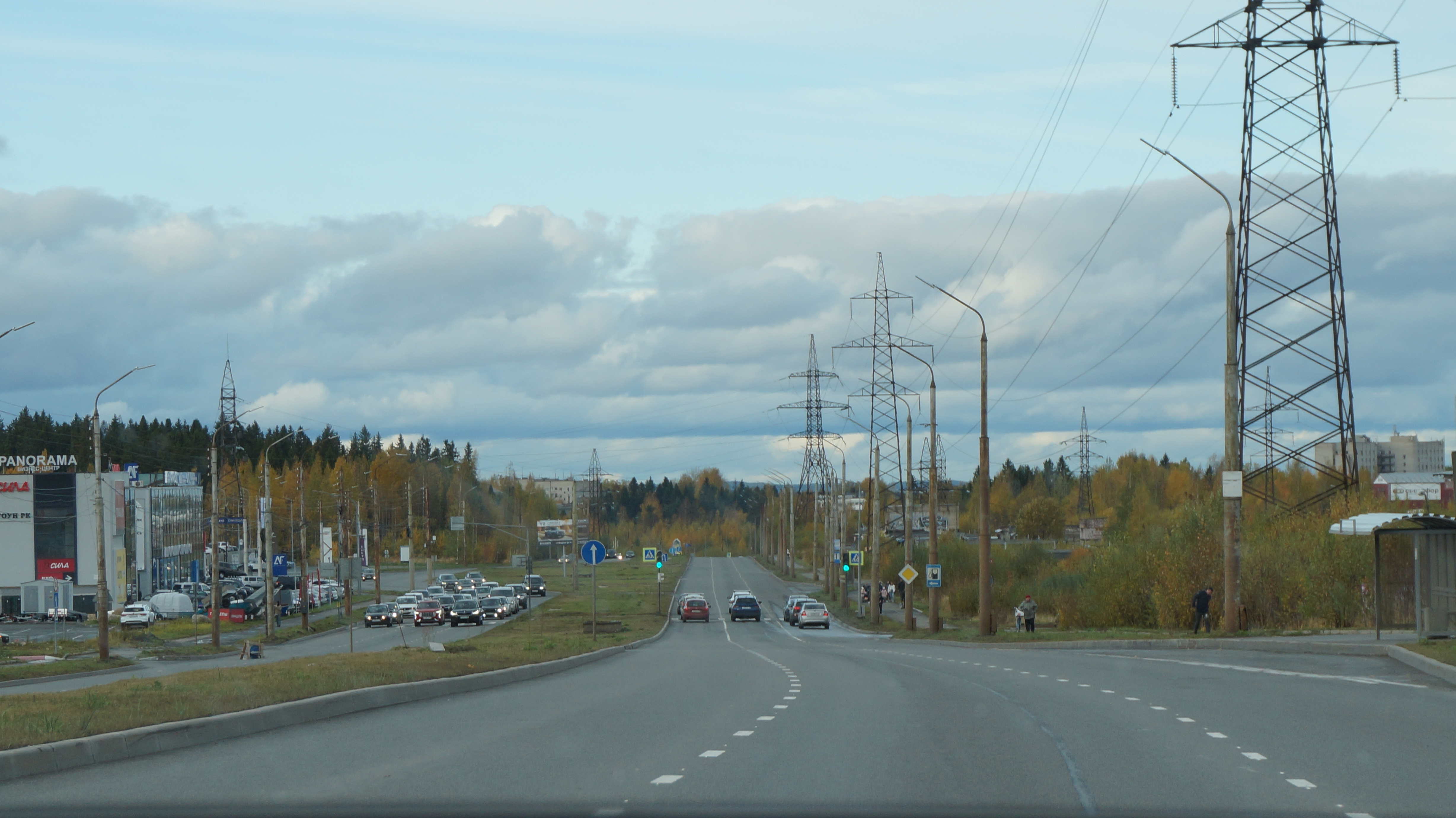
Недостроенная троллейбусная линия на Радиозавод

На настоящий момент, по проспекту осуществляется движение 2 троллейбусных маршрутов:
- № 1 «Кемская улица — Чистая улица», на участке от улицы Чапаева до Лососинского шоссе[16];
- № 7 «Улица Корабелов — Чистая улица», на участке от улицы Чапаева до Лососинского шоссе[17];
- № 8 «Заводская улица — Чистая улица», на участке от улицы Чапаева до Лососинского шоссе[18].